# California Air Resources Board
Das California Air Resources Board (CARB, oft auch nur ARB) ist eine Regierungskommission des Bundesstaates Kalifornien der Vereinigten Staaten. Das seit 1967 bestehende Beratungsgremium ist international bekannt für seine besonders strengen Gesetzesvorschläge zur Luftreinhaltung.

## Struktur

Logo bis 2017

Das California Air Resources Board (Emissionsschutzbehörde Kaliforniens, wörtlich „Kalifornien(s) Luftressourcen-Ausschuss“), deutsch auch „Luftreinhaltungskommission Kaliforniens“, die kalifornische „Clean Air Agency“ (wörtlich „Reinluft-Behörde“) genannt, wurde 1967 unter dem Namen Air Resources Board gegründet. Es handelt sich um eine Expertenkommission, die Gesetzesvorschläge zur Luftreinhaltung erarbeiten soll.
Die Kommission wird vom Gouverneur des Staates Kalifornien eingesetzt und besteht aus 11 Mitgliedern, wobei nur der Vorsitzende hauptamtlich arbeitet. Die Hälfte wird von Fachleuten aus Medizin, Chemie, Physik, Meteorologie, Ingenieurwissenschaften, Wirtschaft und Jura besetzt. Die andere Hälfte repräsentiert die Luftverschmutzungskontrollbehörden der Los Angeles Region, San Francisco Bay Area, San Diego, dem San Joaquin Valley und einem Sitz für die anderen Kreise.
Die vorgegebenen Ziele sind:
- Erhaltung und Verbesserung gesunder Luftqualität
- Beauftragung von Forschung zu Ursachen von Luftverschmutzung und deren Behebung
- Systematisches Vorgehen gegen Problemlagen infolge der hohen automobilen Motorisierung, der Hauptursache für Luftverschmutzung im Bundesstaat

Das CARB hat neun Hauptabteilungen:
- Behördliche Unterstützung
- Durchführungskontrolle
- Kontrolle mobiler Quellen
- Tests mobiler Quellen
- Überwachung und Labor
- Informationsbüro
- Plan- und Technikdienst
- Forschung
- Stationäre Quellen

## Clean Air Act und Zero Emission Mandate
Die Kommission ist bekannt dafür, besonders weitreichende Vorschläge zur Luftreinhaltung zu erarbeiten, die in großer Zahl von der Legislative auch gesetzlich verankert werden. Die kalifornische Gesetzgebung des Jahres 1990 (Clean Air Act und Zero Emission Mandate), hatte vorgesehen, dass bis 1998 mindestens zwei Prozent und bis 2003 zehn Prozent der neu zugelassenen Autos emissionsfrei sein sollten.
Dieses Gesetz zwang weltweit die Automobilhersteller zur Entwicklung schadstofffreier Fahrzeuge wie dem General Motors EV1 in den USA, Honda EV Plus, Toyota RAV4 electric, Nissan Hypermini, BMW E1 oder auch bis 1996 zur serienreifen Entwicklung der A-Class electric der Daimler-Benz AG, oder des Kleinstwagens Hotzenblitz. Entwickelte Elektroautos wie der General Motors EV1 wurden nie an Kunden verkauft, sondern lediglich verleast. Nachdem auf Druck der Öl- und Automobilindustrie das Gesetz entschärft und rückgängig gemacht wurde, sammelten die Hersteller gegen den Willen der Nutzer die Fahrzeuge ein und verschrotteten sie fast vollständig. Texaco/Chevron erwarb von GM die Patente zur Herstellung der damals modernsten Nickel-Metallhydrid-Akkumulatoren (NiMh) und beschränkte deren Nutzung. Mit der durch die CARB-Gesetzgebung ausgelösten geschichtlichen Entwicklung beschäftigt sich der 2006 erschienene Dokumentarfilm Who killed the electric car?.
Das Gesetz AB 1493 vom 22. Juli 2002, Nachfolger von AB 1058, setzt zwar strenge Grenzen für den Ausstoß von Treibhausgasen von Autos, die mit dem Jahr 2009 in Kalifornien eingehalten werden müssen, entschärft aber vorangegangene Regelungen zur Einführung von Nullemissionsfahrzeugen (engl. zero emission vehicle). In diesem Zuge wurde am 24. September 2004 beschlossen, dass Neuzulassungen von PKWs und Kleinlastern nur noch unter strengen Abgasregelungen erfolgen dürfen. Auch gegen diesen Beschluss geht die Automobilindustrie gerichtlich vor.
Vorgesehen ist, dass der Anteil von abgasfreien Fahrzeugen (ZEV) von 2018[veraltet] 4,5 % bis 2025 stufenweise auf 22 % der Neuwagen eines Herstellers erhöht wird.
Bundesstaaten mit ähnlichen Regelungen sind New York, Massachusetts, Connecticut, Vermont, Rhode Island, Maine und New Jersey.
Im September 2006 beschloss die kalifornische Legislative das Gesetz AB 32, genannt Global Warming Solutions Act of 2006, mit dem Ziel, den Kohlendioxidausstoß bis zum Jahre 2020 auf den Stand von 1990 zurückzufahren. Damit liegt es in einer Linie mit dem Kyoto-Protokoll, das von der Bundesregierung der Vereinigten Staaten nie ratifiziert wurde.